# Bosquel
Bosquel (picardisch: L’Boutchi oder Ech Boké; „kleiner Wald“) ist eine nordfranzösische Gemeinde mit 346 Einwohnern (Stand 1. Januar 2022) im Département Somme in der Region Hauts-de-France. Die Gemeinde liegt im Arrondissement Amiens und gehört zum Kanton Ailly-sur-Noye.

## Geographie und Wirtschaft
Die Gemeinde auf der Hochfläche zwischen den Flüssen Noye und Selle liegt rund 20 Kilometer südlich von Amiens und fünf Kilometer östlich von Conty an der früheren Route nationale 320. Sie wird von einem Teilstück der Chaussée Brunehaut durchzogen und im Osten von der Autoroute A16 (mit einer Anschlussstelle im Gemeindegebiet) begrenzt.
In der hauptsächlich agrarisch geprägten Gemeinde hat sich ein metallverarbeitendes Unternehmen angesiedelt.

## Geschichte
Im Gemeindegebiet wurden Reste einer gallo-römischen Villa entdeckt. Um das 6. Jahrhundert führte ein Priorat Rodungsarbeiten durch. Die Rodungen wurden im 11., 12. und 12. Jahrhundert unter den Herren von Conty fortgesetzt. Neben dem Priorat entwickelte sich eine Pfarrei. Um 1820 setzte die industrielle Entwicklung auf dem Textilsektor ein. Im Zweiten Weltkrieg wurde bei Kämpfen im Juni 1940 der Ort zu 95 % zerstört. Ein Wiederaufbauplan wurde schon 1941 erstellt.
| 1962 | 1968 | 1975 | 1982 | 1990 | 1999 | 2006 | 2010 |
| ---- | ---- | ---- | ---- | ---- | ---- | ---- | ---- |
| 250  | 296  | 254  | 280  | 303  | 293  | 297  | 295  |

## Verwaltung
Bürgermeister (maire) ist seit 2001 Gérard Glorieux.

## Sehenswürdigkeiten

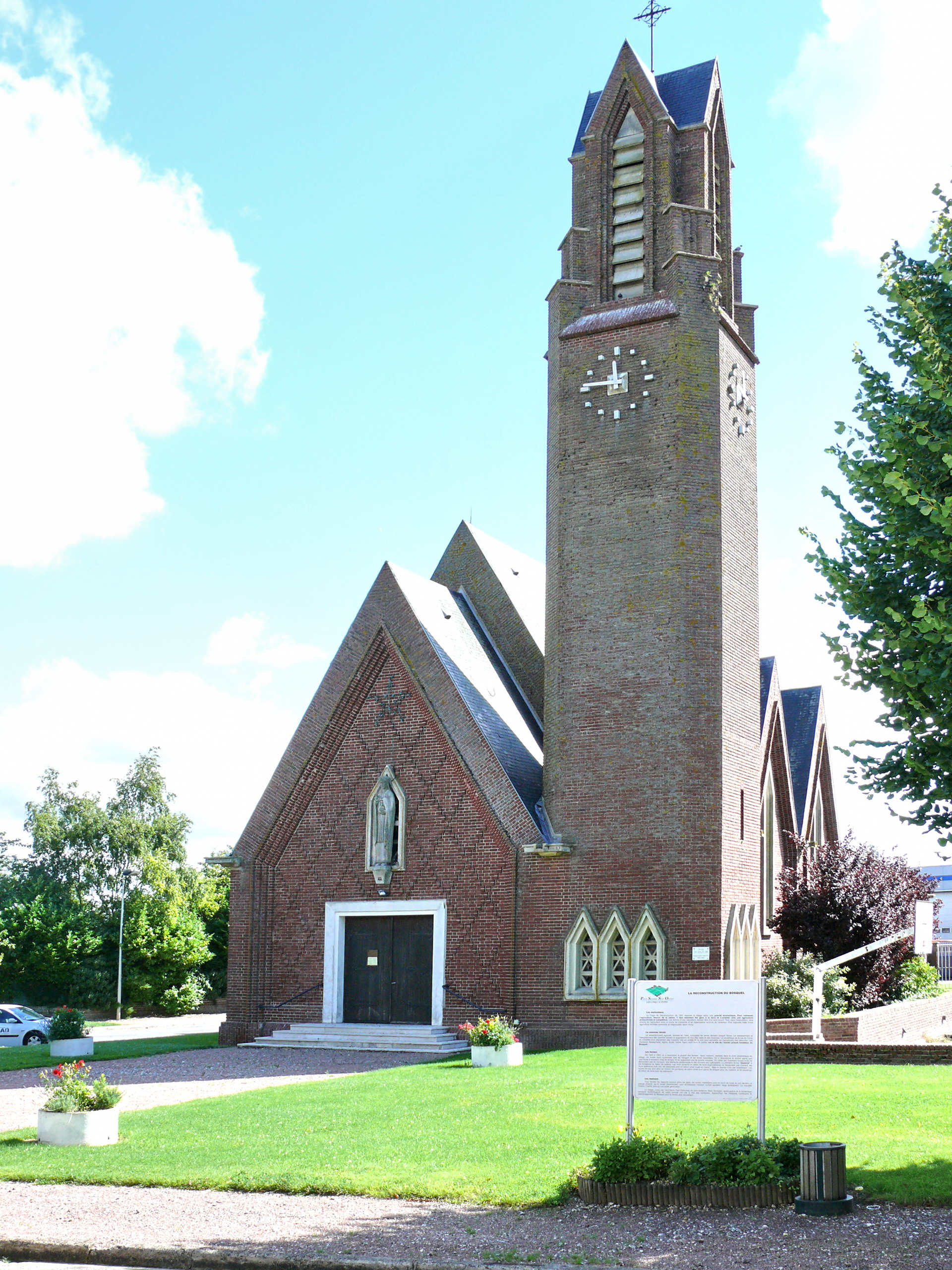
Kirche Saint-Blaise

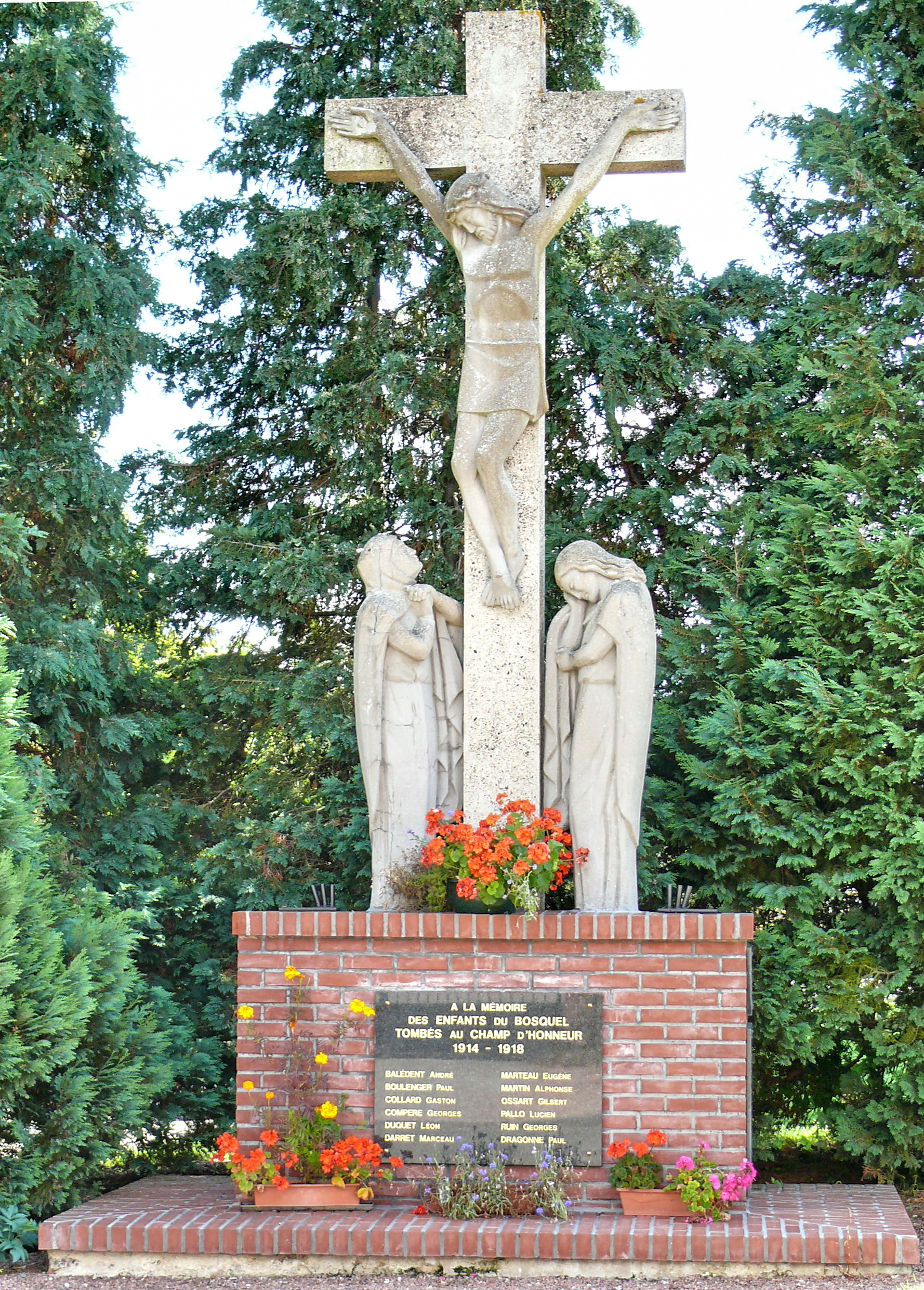
Flurkreuz und Kriegerdenkmal

- moderne Kirche Saint-Blaise
- Mairie-École
- Kriegerdenkmal